# Parodontophora repens
Parodontophora repens is een rondwormensoort uit de familie van de Axonolaimidae. De wetenschappelijke naam van de soort is voor het eerst geldig gepubliceerd in 1995 door Smolyanko & Belogurov.